# Erik Hoftun
Erik Hoftun (ur. 3 marca 1969 w Kyrksæterørze) – norweski piłkarz grający na pozycji środkowego obrońcy.

## Kariera klubowa
Piłkarską karierę Hoftun rozpoczął w klubie KIL/Hemne, w barwach którego występował w latach 1988–1991. W 1992 roku Erik przeszedł do Molde FK i w 1993 roku pomógł mu w utrzymaniu w pierwszej lidze po fazie play-off.
W 1994 roku Hoftun przeszedł do Rosenborga Trondheim i na koniec sezonu po raz pierwszy w karierze został mistrzem Norwegii. W 1995 roku po raz pierwszy awansował z Rosenborgiem do fazy grupowej Ligi Mistrzów, ale klub z Trondheim zajął 3. miejsce w grupie za Spartakiem Moskwa i Legią Warszawa. W tym samym roku sięgnął po swój pierwszy dublet, a następnie w latach 1996–2005 jeszcze dziesięciokrotnie z rzędu doprowadził Rosenborg do mistrzowskiego tytułu. W tym okresie dwukrotnie zdobywał krajowy puchar w latach 1999 i 2003, a od 1995 do 2002 ośmiokrotnie z rzędu występował w fazie grupowej Ligi Mistrzów. W latach 1995, 1996, 1997, 1998, 1999 i 2000 otrzymywał nagrodę Kniksena dla najlepszego obrońcy w Norwegii. W Rosenborgu wystąpił 279 razy w lidze i zdobył 14 goli. Natomiast w rozgrywkach Ligi Mistrzów zagrał 82 razy.
W połowie 2005 roku Erik trafił do Bodø/Glimt, z którym spadł do Adeccoligaen. W 2006 roku jeszcze nie udało się Bodø powrócić do pierwszej ligi, ale sztuka ta udała się w 2007 roku. Po tamtym sezonie Hoftun zakończył piłkarską karierę w wieku 38 lat. W listopadzie 2007 został asystentem dyrektora w Rosenborgu.
| Sezon | Klub         | Kraj     | Rozgrywki    | Mecze | Bramki |
| ----- | ------------ | -------- | ------------ | ----- | ------ |
| 1988  | KIL/Hemne    | Norwegia | 3. liga      | ?     | ?      |
| 1989  | KIL/Hemne    | Norwegia | 3. liga      | ?     | ?      |
| 1990  | KIL/Hemne    | Norwegia | 3. liga      | ?     | ?      |
| 1991  | KIL/Hemne    | Norwegia | 3. liga      | ?     | ?      |
| 1992  | Molde FK     | Norwegia | Tippeligaen  | 22    | 1      |
| 1993  | Molde FK     | Norwegia | Tippeligaen  | 22    | 4      |
| 1994  | Rosenborg BK | Norwegia | Tippeligaen  | 21    | 3      |
| 1995  | Rosenborg BK | Norwegia | Tippeligaen  | 26    | 0      |
| 1996  | Rosenborg BK | Norwegia | Tippeligaen  | 26    | 0      |
| 1997  | Rosenborg BK | Norwegia | Tippeligaen  | 26    | 2      |
| 1998  | Rosenborg BK | Norwegia | Tippeligaen  | 23    | 2      |
| 1999  | Rosenborg BK | Norwegia | Tippeligaen  | 26    | 1      |
| 2000  | Rosenborg BK | Norwegia | Tippeligaen  | 22    | 2      |
| 2001  | Rosenborg BK | Norwegia | Tippeligaen  | 24    | 1      |
| 2002  | Rosenborg BK | Norwegia | Tippeligaen  | 25    | 2      |
| 2003  | Rosenborg BK | Norwegia | Tippeligaen  | 24    | 0      |
| 2004  | Rosenborg BK | Norwegia | Tippeligaen  | 26    | 0      |
| 2005  | Rosenborg BK | Norwegia | Tippeligaen  | 10    | 1      |
| 2005  | Bodø/Glimt   | Norwegia | Tippeligaen  | 13    | 0      |
| 2006  | Bodø/Glimt   | Norwegia | Adeccoligaen | 16    | 1      |
| 2007  | Bodø/Glimt   | Norwegia | Adeccoligaen | 27    | 1      |

## Kariera reprezentacyjna
W reprezentacji Norwegii Hoftun zadebiutował 25 sierpnia 1997 w wygranym 1:0 towarzyskim meczu z Australią. W 1998 roku został powołany przez selekcjonera Egila Olsena na Mistrzostwa Świata we Francji, na których był rezerwowym i nie zagrał w żadnym spotkaniu. Ostatni mecz w kadrze rozegrał w 2002 roku przeciwko Szwecji (0:0). Ogółem w kadrze narodowej zagrał 30 razy.